# Popcorn (música instrumental)
"Popcorn" és una peça musical famosa de principis del synthpop instrumental, originalment composta per Gershon Kingsley en 1969 al seu àlbum Music to Moog By. El mateix any, aquesta cançó fou publicada i registrada en el segell Audio Fidelity Records de Nova York. És coneguda com la primera cançó electronic/techno en la història de la música. En 1972, va ser un gran èxit en molts països quan va ser regravat per Hot Butter i és la versió més famosa d'aquesta cançó. "Popcorn" des de llavors ha estat interpretada per un gran nombre d'artistes.